# 小鸟游琪亚拉
小鸟游琪亚拉（英語：Takanashi Kiara）是来自奥地利的虚拟YouTuber和歌手。所属事务所为Hololive Production，是其英语地区部门“Hololive English”初期团体“Myth”（神话组）的成员之一。

## 概述
|                | 梦想成为快餐连锁店店主的偶像。是凤凰，不是鸡也不是火鸡。（非常重要） 反正可以涅槃重生，所以抱着必死的信念努力工作着。 |
| ——官方网站介绍 | |

插画师Huke负责角色设计，负责Live2D模型制作。粉丝名称为“Kiara Fried Phoenix”（简称KFP）。
是Holotori的成員之一，該團體由Hololive中五位以鳥類為主題的成員組成，另外四位成員是大空昴、七詩無名、Pavolia Reine、以及鷹嶺琉衣。

### 節目內容
小鳥遊琪亞拉的直播內容包括電玩遊戲、音樂演唱、旅遊心得、閒聊、烹飪、零食試吃等。主要使用英語，偶爾也使用日語，或德語。
“HOLOTALK with Takanashi Kiara”节目从2020年11月启动，每次节目邀请一位Hololive艺人作为嘉宾訪問，並提供英文和日文間的翻譯。

### 角色設定
琪亞拉是一隻可以死後重生的鳳凰，變身為人形，並且是名為KFP的跨國連鎖速食店的店長。其頻道的會員則是雞，並且為該連鎖店的店員。

## 历程
於2020年9月在YouTube进行首次直播出道，并在翌日达到10万追踪数。2021年5月达到100万追踪数。

### 服裝更新
2021年5月发表夏季衣装；12月发表蕾丝礼服洋装；2022年1月发表正月和服；6月因達到百万订阅獲得着奥地利传统服饰（Dirndl）；2023年2月公開3D模型。

### 德語活動
2022年6月12日，开设了德语专用副频道，並在9月14日于該频道进行德语首次直播。
曾報名代表德國參加2023年的歐洲歌唱大賽，但未獲入選。之後再度報名參加2024年的比賽。

### 頻道問題
- 2020年12月9日，其YouTube账号被无预警停权，但随即于翌日恢复。

- 2021年3月5日，YouTube平台共52部直播档因“违反YouTube的《服务条款》”而遭到移除，翌日便恢复。
- 2021年5月，Takanashi Kiara计划与VShojo的Veibae和Nyatasha Nyanners合作，但由于Veibae在个人主播时代对Hololive的批评被挖出，合作计划被取消[7]。

## 出演

### 活动
- Hololive 3rd Fes. "Link Your Wish"（2022年3月20日，日本千叶县）[8][9]
- DoKomi（2021年、2022年，德国北莱茵-威斯特法伦州杜塞尔多夫） [10] [11]
- Crunchyroll Expo（英语：Crunchyroll Expo） 2022（2022年8月5日，美国加利福尼亚州圣何塞市）[12][13]
- Seoul POPCON 2022（2022年8月25日，韩国首尔市江南区）[14][15]
- Comic Fiesta 2022（2022年12月18日，马来西亚吉隆坡城中城）[16][17]
- Hololive 4th Fes. "Our Bright Parade"（2023年3月18日—19日，日本千叶县）[18][19]

## 音樂作品

### 参与歌曲

#### 数位单曲
| 发布日期      | 曲名                          | 歌唱                    | 发布公司    | 标准品编号 |
| ------------- | ----------------------------- | ----------------------- | ----------- | ---------- |
| 2022年1月14日 | Journey Like a Thousand Years | Hololive English -Myth- | cover corp. | CVRD-113   |
| 2022年10月1日 | Non-Fiction                   | Hololive English -Myth- | cover corp. | CVRD-220   |
| 2023年8月20日 | HOLOTORI Dance!               | Holotori                | cover corp. |            |